# Rasheed Dwyer
Rasheed Dwyer (né le 29 janvier 1989) est un athlète jamaïcain, spécialiste du sprint.
Il appartient à la génération charnière entre Usain Bolt et Yohan Blake , en compagnie de sprinteurs comme Jason Livermore ou Oshane Bailey.

## Biographie
En demi-finale du 200 m des Jeux panaméricains à Toronto, il bat le record des Jeux en 19 s 80. En finale, il termine second à 2/100e du Canadien Andre De Grasse, en 19 s 90.

## Palmarès
| Date | Compétition                              | Lieu         | Résultat | Épreuve   | Temps         |
| ---- | ---------------------------------------- | ------------ | -------- | --------- | ------------- |
| 2009 | Championnats d'Am. cent. et des Caraïbes | La Havane    | 2e       | 4 × 100 m | 39 s 31       |
| 2010 | Jeux d'Amérique centrale et des Caraïbes | Mayagüez     | 2e       | 200 m     | 20 s 49       |
| 2010 | Jeux d'Amérique centrale et des Caraïbes | Mayagüez     | 2e       | 4 × 100 m | 38 s 78       |
| 2010 | Jeux du Commonwealth                     | New Delhi    | 2e       | 4 × 100 m | 38 s 79       |
| 2011 | Universiade                              | Shenzhen     | 1er      | 200 m     | 20 s 20       |
| 2013 | Universiade                              | Kazan        | 2e       | 200 m     | 20 s 23       |
| 2014 | Jeux du Commonwealth                     | Glasgow      | 1er      | 200 m     | 20 s 14       |
| 2014 | Coupe continentale                       | Marrakech    | 2e       | 200 m     | 19 s 98       |
| 2015 | Relais mondiaux de l'IAAF                | Nassau       | 1er      | 4 × 200 m | 1 min 20 s 97 |
| 2015 | Jeux panaméricains                       | Toronto      | 2e       | 200 m     | 19 s 90       |
| 2015 | Championnats NACAC                       | San José     | 1er      | 200 m     | 20 s 12       |
| 2017 | Relais mondiaux de l'IAAF                | Nassau       | 3e       | 4 x 200 m | 1 min 21 s 09 |
| 2018 | Jeux d'Amérique centrale et des Caraïbes | Barranquilla | 4e       | 200 m     | 20 s 41       |
| 2018 | Jeux d'Amérique centrale et des Caraïbes | Barranquilla | 3e       | 4 x 100 m | 38 s 79       |
| 2019 | Relais mondiaux de l'IAAF                | Yokohama     | 6e       | 4 x 100 m | 38 s 88       |
| 2019 | Jeux panaméricains                       | Lima         | 5e       | 100 m     | 10 s 32       |
| 2021 | Jeux olympiques                          | Tokyo        | 7e       | 200 m     | 20 s 21       |

## Records
| Épreuve    | Temps   | Lieu     | Date            |
| ---------- | ------- | -------- | --------------- |
| 100 mètres | 10 s 10 | Kingston | 16 avril 2016   |
| 200 mètres | 19 s 80 | Toronto  | 23 juillet 2015 |